# Nogal, New Mexico
Nogal, New Mexico (енгл. Nogal) насељено је место без административног статуса у америчкој савезној држави Њу Мексико.

## Демографија
По попису из 2010. године број становника је 96.
| Група             | 2000.    | 2010.      |
| Белци             | 0 (0,0%) | 85 (88,5%) |
| Афроамериканци    | 0 (0,0%) | 0 (0,0%)   |
| Азијати           | 0 (0,0%) | 2 (2,1%)   |
| Хиспаноамериканци | 0 (0,0%) | 8 (8,3%)   |
| Укупно            | 0        | 96         |